# Biagio Pinto
 (Pisciotta, 27 settembre 1910 – Salerno, 2 aprile 2002) è stato un politico e medico italiano.

## Biografia
Medico, eletto al Senato nelle file del Partito Repubblicano Italiano nel 1968, rimane in carica per cinque legislature consecutive. In parlamento ricoprì la carica di questore e di presidente della Commissione Sanità; inoltre fu sottosegretario al Ministero della sanità nel Governo Moro IV. Concluse il proprio mandato parlamentare nel 1987.
Muore a 81 anni, nell'aprile del 2002.